# Asi Domb
Asi Domb (hebreiska: אסי דומב) född 27 februari 1974, är en israelisk före detta fotbollsspelare som avslutade karriären 2010 i Hakoah Amidar Ramat Gan FC. Som ung spelade han i Maccabi Netanya.